# Floricienta
Vous pouvez aider à l'améliorer ou bien discuter des problèmes sur sa page de discussion.
- Il ne cite pas suffisamment ses sources. Vous pouvez indiquer les passages à sourcer avec {{référence nécessaire}} ou {{Référence souhaitée}}, et inclure les références utiles en les liant aux notes de bas de page. (Marqué depuis mars 2024)
- Certaines informations devraient être mieux reliées aux sources mentionnées dans la bibliographie ou les liens externes. Améliorez sa vérifiabilité en les associant par des références. (Marqué depuis mars 2024)

- Archive Wikiwix
- Bing
- Cairn
- DuckDuckGo
- E. Universalis
- Gallica
- Google
- G. Books
- G. News
- G. Scholar
- Persée
- Qwant
- (zh) Baidu
- (ru) Yandex
- (wd) trouver des œuvres sur Wikidata

Rincón De Luz Amor Mio

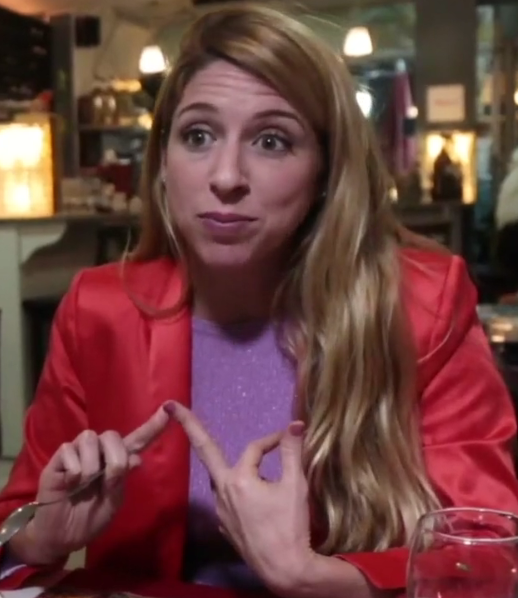
Florencia Bertotti (Flor Fazzarino) dans une publicité pour Taxi Perú, en 2018.

Floricienta est une comédie romantique de type telenovela argentine pour enfants et adolescents, créée par Cris Morena et diffusée entre le 15 mars 2004 et le 2 décembre 2005 sur Canal 13. 
En France, elle a été diffusée en 2008 sur Cartoon Network et en 2011 sur Boing.
La série est librement inspirée de Cendrillon, l'histoire populaire de Charles Perrault mais présente aussi des similarités avec le célèbre film de Robert Wise, La Mélodie Du Bonheur (1965). 
Floricienta a grandement influencé la culture populaire d'Argentine et a généré toute une série de versions, d’adaptations et de remakes, dans différentes langues, qui ont pour la plupart connu un succès considérable dans leurs pays respectifs.
Filmée dans l'arrondissement de San Isidro, dans la province de Buenos Aires, et située dans le quartier de Belgrano de la capitale fédérale, la série se destine aux familles. Elle combine la comédie, l'humour, la romance, le drame et la musique.
Floricienta a été présentée sous forme de comédie musicale en Argentine et dans une bonne partie de l'Amérique Latine, de l'Europe et du Moyen-Orient, avec des protagonistes de la première et de la deuxième saison, ainsi que de la combinaison des deux.
L'épisode final de la deuxième saison a été diffusé en direct depuis l'hippodrome de San Isidro et, exceptionnellement, diffusé à 21 heures.

## Synopsis
Flor Fazzarino dite « Floricienta » est une sorte de Cendrillon moderne : une jeune fille joyeuse et pleine d'illusions et qui, comme tous les jeunes, a des rêves plein la tête. Elle a grandi en ignorant sa véritable identité puisqu'elle suppose que son père — en réalité, son beau-père — bouleversé par la mort de sa mère, est parti faire le tour du monde en tant que marin et elle ne se doute pas que son vrai père, Santillan, était un riche homme d'affaires marié à Malala, aujourd'hui veuve et mère de deux jeunes filles.
Flor, pour joindre les deux bouts, enchaîne les petits boulots et pour se distraire, fait partie d'un groupe de musique.
Flor arrive chez les Fritzenwalden, qui habitent une maison plutôt luxueuse. Elle y trouve un travail d'assistante gouvernante, ce qui changera sa vie pour toujours.
Les Fritzenwalden sont les héritiers d'une importante famille allemande. Ce sont six enfants qui ont perdu leurs parents au cours d'un accident. Federico, l'aîné, a dû renoncer à ses études et à ses rêves pour s'occuper de ses frères et sœurs. Il s'est endurci avec le temps et semble en colère contre la vie et les circonstances qui l'ont forcé à devenir intransigeant et impassible. En dépit de toute l'aide qu'il peut employer, personne n'arrive à bout de ses indisciplinés de frères et sœurs.
Flor sera la seule à les comprendre et à leur apporter quelque chose de différent qu'une éducation stricte. Elle devient leur amie, leur confidente. Ensemble, ils vont créer un groupe de musique, danser, chanter et peut-être devenir populaires.

## Distribution

### Acteurs Principaux
| Acteur                  | Personnage                                           | Saison    | Saison    |
| Acteur                  | Personnage                                           | 1         | 2         |
| ----------------------- | ---------------------------------------------------- | --------- | --------- |
| Florencia Bertotti      | Florencia Fazzarino Santillán Valente                | Principal | Principal |
| Juan Manuel Gil Navarro | Federico Fritzenwalden                               | Principal |           |
| Fabio Di Tomaso         | Máximo Augusto Calderón de la Hoya                   | Invité    | Principal |
| Benjamín Rojas          | Franco Fritzenwalden                                 | Principal | Principal |
| Isabel Macedo           | Delfina Santillán Torres-Oviedo / Rosita             | Principal | Principal |
| Graciela Stéfani        | María Laura "Malala" Torres-Oviedo [Veuve] Santillán | Principal | Principal |
| Esteban Prol            | Lorenzo Mónaco                                       | Invité    | Principal |
| Henny Trayles           | Greta Van Beethoven                                  | Principal | Principal |
| Diego Child             | Fabio                                                | Principal | Principal |
| Stéfano de Gregorio     | Tomás Fritzenwalden                                  | Principal | Principal |
| Lali Espósito           | Roberta Espinosa                                     | Principal | Principal |
| Nicolas Maiques         | Nicolás Fritzenwalden                                | Principal | Principal |
| Diego Mesaglio          | Damián "Bata"                                        | Principal | Principal |
| Agustín Sierra          | Martín Fritzenwalden                                 | Principal | Principal |
| Paola Sallustro         | Maia Fritzenwalden                                   | Principal | Principal |
| Ángeles Balbiani        | Sofía Santillán Torres-Oviedo                        | Principal | Invité    |
| Zulma Faiad             | Tina                                                 | Principal |           |
| Laura Azcurra           | Amélie Fritzenwalden                                 | Principal |           |
| Esteban Pérez           | Matías Ripamonti                                     | Principal |           |
| Muni Seligmann          | Clara Alcántara                                      | Principal |           |
| Micaela Vázquez         | Nata                                                 | Principal |           |
| Hilda Bernard           | Nilda Santillán                                      | Principal |           |
| Alberto Anchart         | Antóine                                              | Principal |           |
| Gerardo Chendo          | Claudio Paul Bonilla                                 | Invité    | Principal |
| Alejo García Pintos     | Evaristo                                             | Invité    | Principal |
| Catalina Artusi         | Marina                                               |           | Principal |
| Claudia Lapacó          | Anna De La Hoya                                      |           | Principal |
| Brenda Gandini          | Olivia Fritzenwalden                                 |           | Principal |
| Maida Andrenacci        | Valentina                                            | Principal | Principal |
| Camila Bordonaba        | Paloma / Julieta Mónaco                              | Principal |           |
| Mirta Wons              | Beba Torres-Oviedo                                   | Principal |           |
| Micol Estévez           | Dominique                                            | Principal |           |
| Pablo Heredia           | Pedro                                                | Principal |           |

### Secondaires
- Coca Sarli : Coca
- Emilia Mazer : Margarita Valente
- Pablo Rossi : Lolito
- Carlos Kaspar : Oscar
- Gastón Soffriti : Thiago
- Dolores Sarmiento : María Klinger
- Carolina Pampillo : Laura
- Paula Morales : Silvina (coach personnel)
- Gabriel Gallichio : Lucas
- Mario Pergolini : Dios
- Eugenia Suárez : Paz
- Felipe Colombo : Miki
- Piru Sáez : Piru
- Gastón Dalmau : Joaquín dit « Joaco »
- Candela Vetrano : Guillermina
- María Fernanda Neil : Jazmín
- Jenny Williams : Jimena
- Guido Kaczka : Alejandro dit « Ale »
- Nicole Luis : Luz
- Delfina Varni : Victoria
- Agustina Palma : Bárbara
- Victorio D'Alessandro : Fabián
- Norberto Díaz : Eduardo Fazzarino
- Germán Kraus : Carlos Fazzarino
- Federico Olivera : Segundo Tarragón de la hoya
- Diego Olivera : Facundo
- Esteban Meloni : Ariel
- Jorge Maggio : Julián
- Inés Palombo : Elena Herrera
- Julia Calvo : Marta
- Diego García : Chucky
- Giselle Bonaffino : Isolinda, nièce de Greta
- Guido Pennelli : Axel
- Geraldine Visciglio : María del Carmen
- Anahí Martella : Amalia
- Adriana Ferrer : Violeta
- Franco Rau : Ramiro Fritzenwalden
- Mauricio Navarro : Gonzalo
- Antonio Caride : Raul
- Gustavo Guillén : Cacho
- Irene Goldszer : Mirta
- Ezequiel Abeijón : Bernardo dit « Bernie »
- Mercedes Funes : Miranda
- Verónica Pelaccini : Mercedes
- Paula Kohan : Sol
- Mauro Dolce : Pipo
- Pipa : Max « Pipa » Fritzenwalden
- Gastón Ricaud : Maximiliano Stoffa
- Gabriela Vaca Guzmán : Wendy
- Silvia Trawier : Moncha
- Lucas Merayo : Patricio, dit « Pato »
- Gustavo Bonfigli : Dr Grimberg
- Daniel Miglioranza : Fauve
- Marcelo Serre : Poncella
- Alex Benn : Mateo Calderón, le père de Franco
- Coni Marino : Julia Guerrero, la mère de Franco
- Miguel Ángel Rodríguez : Sacerdote
- Marcelo Alfaro : le père d'Olivia
- Silvina Bosco : la mère d'Olivia
- Esmeralda Mitre : Lucía
- Elena Roger : Mora
- Omar Calicchio : Rick
- Vivian El Jaber : Yvonne
- Gustavo Mac Lennan : juge de la cour
- Helena Jíos : directeur de stage (final de la première saison, deuxième saison)
- Alfredo Alessandro : juge des mineurs (final de la première saison, intégralité de la deuxième saison)
- Silvia Balcells : Directeur Domenech (première et deuxième saisons)
- Ana María Giunta : Alelí (Presa)
- Mambrú : membres du groupe de musique, dans leurs propres rôles

## Personnages principaux
- Florencia Fazzarino :  âgée de 19 ans, « Flor » est une jeune fille rêveuse, joyeuse, et très dynamique. Son père étant absent, elle doit s'assumer seule depuis la mort de sa mère. Elle a écourté ses études et enchaîne les petits boulots. Sensible, Flor se montre très à l'écoute des autres et trouve toujours des solutions pour résoudre toutes sortes de problèmes. Extravertie, bruyante et désordonnée, elle peut manquer parfois de diplomatie.  D'un tempérament explosif, elle n'a pas peur du ridicule et adore relever les défis. Ses passions sont la danse et le chant. Elle aime toutes les variétés de musiques, surtout si on peut danser et chanter dessus. Elle possède un look bien à elle, une énergie débordante et une maladresse naturelle qui font tout son charme. Le personnage est ainsi présenté comme une sorte de Cendrillon moderne.

- Federico Fritzenwalden : âgé de 24 ans, Federico est l'aîné d'une famille de six enfants. Depuis la mort tragique de ses parents, il doit s'occuper de ses frères et sœurs. Devenu chef de famille malgré lui, il reprend en main les affaires de ses parents et gère l'immense fortune qu'ils leur ont laissée. Il est endurci par le drame : devenu impassible et très exigeant, Federico applique la même rigueur en affaires et à la maison. L'ordre et la discipline sont les deux principes sur lesquels il se montre intransigeant. Ses cinq frères et sœurs, rebelles et têtus, ont donc bien de quoi grincer des dents mais Federico est bien plus sensible qu'il ne le laisse transparaître. Tendresse et affection sont autant de sentiments qu'il refuse d'exprimer. Sa fiancée, Delfina, lui reproche souvent sa rigidité et son manque d'expression.

- Delfina Santillán : âgée de 20 ans, Delfina a été élevée dans une « bonne famille » avec l'idée qu'elle peut avoir le monde à ses pieds. Consciente de sa beauté, elle en fait souvent trop, ce qui la rend superficielle et égocentrique. C'est un personnage très malveillant. Son but ultime est d'épouser Federico, non par amour mais pour sa position sociale. Manipulatrice et hypocrite, Delfina est prête à tout pour devenir Madame Fritzenwalden. Ainsi elle fait croire à Federico qu'elle ferait une bonne « mère » pour ses frères et sœurs alors qu'elle ne les supporte pas. L'arrivée d'une concurrente potentielle chez les Fritzenwalden chamboule ses plans et elle devient ainsi l'antagoniste de Florencia.

- Franco Fritzenwalden : plutôt beau garçon, Franco est un adolescent de 17 ans qui a tout pour plaire. C'est le plus âgé des enfants Fritzenwalden après Federico et il est bien différent de son jumeau Nicolas. Sportif et blagueur, il prête surtout beaucoup d'attention à son look. Sa spécialité est le tennis, auquel il ne joue que pour gagner. Côté faiblesses, outre sa tendance à agir sans penser aux conséquences, ce sont surtout les filles qui le font craquer et notamment Florencia, dont il tombe amoureux dès son arrivée. Franco est prêt à tout pour conquérir le cœur de sa belle. Flor va donc devenir une source involontaire de discorde entre les frères Fritzenwalden.

- Nicolás Fritzenwalden : inséparable de son jumeau Franco, Nicolas est pourtant l'opposé de son frère. Il se montre discret et n'a pas vraiment confiance en lui. Très intelligent, c'est en quelque sorte le cerveau de la paire. « Allergique » au sport, il collectionne les bonnes notes à l'école et passe du temps concentré devant son ordinateur.

- Maia Fritzenwalden : s'il n'est pas facile d'être la seule fille de la famille chez les enfants Fritzenwalden, Maia, 14 ans, tire pourtant profit de la situation. Gâtée et capricieuse, elle adore être sous le feu des projecteurs. Rebelle, elle repousse toujours les limites imposées par ses frères. Elle rêve d'arborer piercings et tatouages, ce qui a le don d'irriter son grand frère Nicolas, très protecteur. Maia n'est pas vraiment bonne élève, non pas par manque d'intelligence, mais surtout pas paresse. Quant à Federico, il interdit catégoriquement à sa petite sœur de fréquenter des garçons. Néanmoins, très vite, elle va faire la rencontre de Fabio.

- Martín Fritzenwalden : à 12 ans, Martin est déjà très mature pour son âge et les plus grands n'hésitent pas à venir lui demander des conseils, oubliant parfois qu'il n'est encore qu'un enfant. Dans la famille Fritzenwalden, c'est le seul à avoir suivi une thérapie après la mort de ses parents. Contrairement à sa grande sœur, il est introverti et respecte les règles. Son vœu le plus cher est de ne pas décevoir son père, dont il était l'enfant préféré. Excellent élève, Martin reste un enfant sensible qui a besoin de beaucoup d'affection.

- Tomás Fritzenwalden : à 8 ans, c'est un vrai « petit monstre » sur qui il vaut mieux garder l'œil. Il aime faire des farces et adore être le centre des attentions. Très malin, il est particulièrement doué pour amadouer ses frères et sœurs avec des caprices incessants. En conflit permanent avec Martin, Tomas a le goût du risque et du vertige, comme en témoigne sa passion pour les films d'horreur. Dans le fond, Tomas est surtout celui qui refuse le plus d'accepter la mort de ses parents et qui va trouver en Flor une épaule sur laquelle se reposer.

- Greta Beethoven : Greta est la gouvernante de la maison des Fritzenwalden. Elle est née et a grandi en Allemagne mais a décidé de venir vivre en Argentine à la mort de sa mère. Greta vit chez les Fritzenwalden depuis déjà dix ans et se sent très impliquée dans l'éducation des enfants qu'elle a vu grandir. Ses principes sont la discipline, les bonnes manières et la rigueur. Autoritaire, Greta peut parfois paraître dure, mais c'est peut-être parce qu'elle aime les enfants comme s'ils étaient les siens. Elle montre une préférence pour Nicolas. En secret, elle est très amoureuse d'Antoine, le chef cuisinier.

## Épisodes
La première saison est constituée de 175 épisodes, et la deuxième, de 186 épisodes.
| Saison | Épisodes | Lancement Original Première émission / dernière émission |
| ------ | -------- | -------------------------------------------------------- |
| 1      | 175      | 15 mars 2004 - 19 novembre 2004                          |
| 2      | 186      | 14 mars 2005 - 2 décembre 2005                           |

## Musique
- Saison 1 :
  - Chaval Chulito
  - Pobres los Ricos
  - Ven a Mí
  - Mi Vestido Azul
  - Kikiriki
  - Por Qué
  - Quereme Sólo a Mí
  - Y Así Será
  - Un, Dos, Tres
  - Y La Vida
  - Tic-Tac
  - Los Niños no mueren
  - Que Se Siente

- Saison 2 :
  - Un enorme dragón
  - Tu
  - Hay un cuento
  - vos podes
  - Te siento
  - Corazon al viento
  - Générique de Floricienta 2 (non diffusé par Cartoon Network)
  - Ding dong
  - Flores amarillas
  - A bailar
  - Desde que te vi
  - caprichos
  - Que esconde el conde
  - Cosas que odio de vos
  - Algo de ti
  - Contigo Amigo

- 2004 : Solo mio
- 2004 : Laberinto
- 2005 : Yo creo en milagros
- 2005 : Miau miau
- 2005 : Princesa de la terraza

- Clips vidéo :
  - Por Que
  - Ven a mí
  - Mi vestido azul
  - Floricienta (générique de la saison 1)
  - Flores Amarillas
  - Corazones Al Viento (générique de la saison 2)
  - Un Enorme Dragón
  - Tú